# 任勲
任 勲（イム・フン、朝鮮語: 임훈）は、朝鮮民主主義人民共和国の政治家。黄海北道人民委員会委員長。

## 経歴
出生地や生年月日は不明。2013年4月に都市経営相に転じた姜英洙に代わって黄海北道人民委員会委員長に任命され、2014年3月9日に実施された最高人民会議第13期代議員選挙で代議員に選出された。2020年8月6日に水害の被害を受けた黄海北道銀波郡を金正恩委員長が視察した際に、黄海北道人民委員長である任と、黄海北道党委員長である朴昌虎が出迎えないのは不自然であり、金正恩委員長が実際には現地に赴いていないではないのかと疑念が出た。

## 参考サイト
- 북한정보포털

| 先代姜英洙 | 黄海北道人民委員会委員長2013年 - | 次代現職 |